# 프리티에스더
프리티에스더는 키즈 크리에이터이자 유튜버인 손에스더(2010년 10월 21일~)와 파파, 마마, 다니엘(2018년 6월 9일~)이 운영하는 유튜브 채널이다.
프리티에스더는 2016년, 당시 7살의 나이에 취미로 촬영한것을 계기로 시작되었으며, 다른 키즈크리에이터 못지않게 초등학생들을 중심으로 인기를 끌고있다. 특히 2019년 3월에 게재된 아빠와 함께 귀찌를 사러가는 동영상이, 2019년 3월 27일에 누적으로 115만회 조회수를 기록하였고, 4천개의 댓글이 달렸다.
2018년 6월, 에스더의 남동생인 다니엘의 탄생 영상이 111만회 라는 많은 조회수를 이끈것처럼 다니엘은 출생부터 큰 인기를 끌었다. 귀여운 외모와 애교 때문이다.